# ليبي تومسون
ليبي تومسون (بالإنجليزية: Libby Thompson)‏ هي بائعة هوى ‏ أمريكية، ولدت في 1855، وتوفيت في 1953.